# 基梅爾 (印地安納州)
基梅爾（英語：Kimmell）是位於美國印地安納州諾布爾縣的一個人口普查指定地區。該地的面積和人口皆未知。

## 歷史
基梅爾於1831年成立，此普查地區得名自當地的定居者基梅爾家族。基梅爾曾有一所郵政局，但其已於1888年停止運作。